# Конгсхёуг, Педер
Педер Конгсхёуг (норв. Peder Kongshaug; род. 13 августа 2001; Лиллехаммер) ― норвежский конькобежец, чемпион зимних Олимпийских игр 2022 в командной гонке преследования, чемпион мира и трёхкратный призёр чемпионата мира, двукратный чемпион Европы, трёхкратный чемпион Норвегии и пятикратный призёр.

## Биография
Педер Конгсхёуг родился в спортивной семье, в живописном городке Лиллехаммер. С шести лет он играл в футбол и был вратарем команды U14 в норвежском клубе "Viking FK". Когда построили в его городе Ставангер новую спортивную арену "Сормарка Арена" он перешёл в конькобежный спорт, в возрасте 10-ти лет, но совмещал до 15-лет тренировки с футболом. На тренировки его водил отец Альберт Конгсхёуг, который сам в прошлом был спортсменом. Педер выступал за команду "Stavanger Sandnes skøyteklubb".
С 2012 года Педер стал участвовать в молодёжных соревнованиях в своём городе, а в 2017 году повзрослевший парень перешёл в юниорскую категорию. В сезоне 2018/19 впервые участвовал на Кубке мира среди юниоров, следом выиграл бронзовую медаль в сумме спринта на чемпионате Норвегии среди юниоров. В феврале дебютировал на чемпионате мира среди юниоров в Базельга-де-Пине. Через год он выиграл юниорские чемпионаты Норвегии в спринте и мини-многоборье и стал чемпионом мира среди юниоров на дистанции 1000 м в Томашув-Мазовецком. 
В 2021 году Конгсхёуг стал чемпионом Норвегии в забеге на 1500 м, в январе участвовал на чемпионате Европы в классическом многоборье в Херенвене, а в феврале на чемпионате мира на отдельных дистанциях в Калгари, где занял 14-е место в беге на 1000 м и и 18-е место на 5000 м. На чемпионате Европы в Херенвене в январе 2022 года Педер стал 7-м в забеге на 1500 м и 17-е в масс-старте. На зимних Олимпийских играх 2022 года в Пекине завоевал золотую медаль в командной гонке преследования. В команду входили также Сверре Лунде Педерсен и Хальгейр Энгебротен. В финале норвежцы выиграли у  команды России (ОКР).
После игр он участвовал на чемпионате мира в классическом многоборье в Хамаре и поднялся на высокое 4-е место в сумме многоборья. В начале 2023 года Педер стал в очередной раз чемпионом Норвегии на дистанции 1000 м. На чемпионате Европы в классическом многоборье в Хамаре он занял 5-е место, а в феврале 2023 года на этапе Кубка мира в польском Томашув-Мазовецком Конгсхёуг завоевал серебро на дистанции 1500 м, уступив только голландцу Кьелду Нёйсу. Также с партнёрами взял золото в командной гонке.
В начале сезона 2023/24 Педер выиграл в забеге на 1500 м на этапе Кубка мира в Польше. В январе 2024 года на чемпионате Европы на отдельных дистанциях в Херенвене Педер обошёл фаворитов Кьелда Нёйса и Патрика Руста и стал первым не голландцем, выигравшим бег на 1500 метров среди мужчин с 2018 года. Следом вместе с партнёрами он одержал победу в командной гонке преследования и выиграл вторую золотую медаль. В феврале Педер участвовал на чемпионате мира на отдельных дистанциях в Калгари, где завоевал бронзу, установив новый личный рекорд 1:42.66 сек.

## Личная жизнь
Педер Конгсхёуг изучал экономику в Норвежской бизнес-школе BI в Осло и обучается в Университете Ставангера на факультете "Инженерия". Он находится в паре с бывшей гольфисткой Мартой Алхауг. Также увлекается ездой на велосипеде, играет на пианино, слушает музыку, увлекается лыжами, серфингом, фотографией. Его отец пэр Альберт Конгсхёуг представлял Норвегию в парусном спорте и занял 8-е место на чемпионате мира 1988 года. Он скончался в 2015 году.